# Jüdischer Friedhof (Gorredijk)

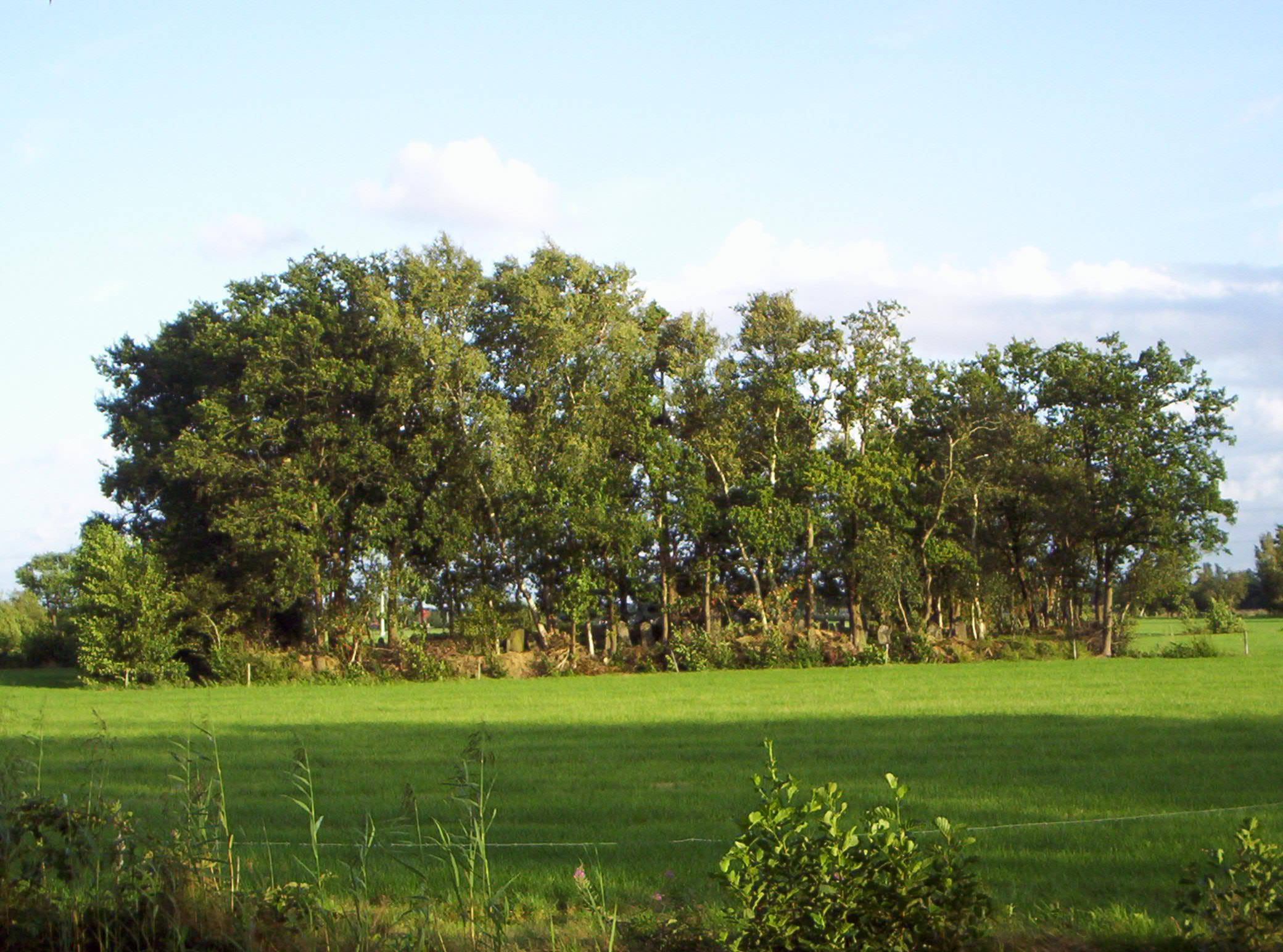
Jüdischer Friedhof in Gorredijk

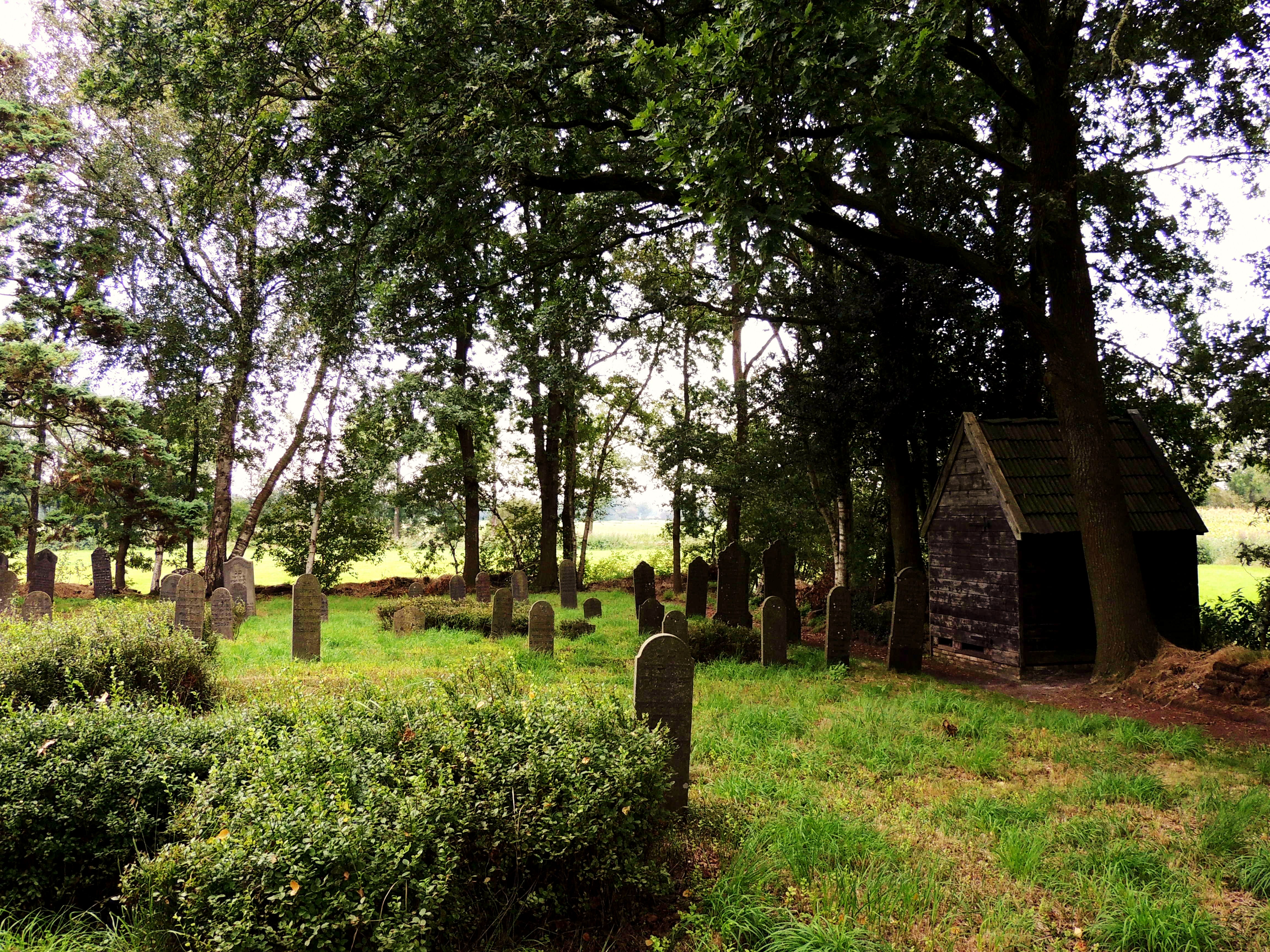
Friedhof (2012)

Der Jüdische Friedhof in Gorredijk, einem Ortsteil der niederländischen Gemeinde Opsterland in der Provinz Friesland, wurde 1804 errichtet.

## Geschichte
Die ersten Juden kamen in der zweiten Hälfte des 18. Jahrhunderts nach Gorredijk. Im Jahr 1807 konnte die kleine jüdische Gemeinde ihre neu erbaute Synagoge einweihen.
Bis zur Errichtung ihres eigenen jüdischen Friedhofs bestattete die jüdische Gemeinde ihre Toten auf dem jüdischen Friedhof in Noordwolde. Heute sind noch 112 Grabsteine auf dem 1480 m² großen Friedhof vorhanden. Der älteste stammt aus dem Jahr 1807.
Der Friedhof liegt zwischen Dwersfeart 17 und 19.